# Clori, Tirsi e Fileno
Clori, Tirsi, e Fileno, Cantata a tre, HWV 96, sottotitolata Cor fedele in vano speri, è una cantata comica del 1707 di George Frideric Handel. Il soggetto è una graziosa pastorella che ama due giovani uomini, ma perde entrambi quando essi scoprono la sua volubilità. Creduta perduta per molti anni, la partitura è fonte di arie per alcune fra le più famose successive opere di  Handel.

## Storia
Nel 1706 Handel lasciò Amburgo per l'Italia e nel maggio del 1707 cominciò a vivere come composer-in-residence presso il marchese Francesco Maria Ruspoli, facendo la spola fra il Palazzo Valentini/Bonelli a Roma e la proprietà Ruspoli.
Clori, Tirsi, e Fileno fu scritta qualche tempo prima dell'ottobre di quell'anno, visto che una fattura del copista del lavoro è datata 14 ottobre 1707. Non c'è nessuna prova certa di una qualche esecuzione, ma potrebbe essere stata data privatamente prima che Handel partisse per Firenze più tardi quell'anno per dirigere la prima di Rodrigo, la sua prima opera italiana, che condivide un'aria con la cantata.
La cantata non è mai stata rivisitata e per secoli è stata conosciuta solo per un frammento di una partitura manoscritta conservato presso la British Library. Una versione di questo frammento è stata pubblicata da Chrysander nel 1889. Tuttavia nel 1960 il musicologo Rudolf Ewerhart ha annunciato la scoperta di una partitura completa nella Collezione Santini a Münster, l'unica esistente.
Il confronto tra la partitura completa ed il frammento precedente della British Library rivela revisioni nella composizione effettuate in seguito: Handel aveva inizialmente chiuso la cantata con un duetto cinico fra i due amanti ingannati, "Senza occhi", nel quale dimostrano disprezzo per il genere femminile e rinunciano all'amore per sempre. Sostituì questo con un trio più leggero, in cui la giovane donna ed i suoi amanti delusi si uniscono tutti cantando, "Vivere e non amar".

## Collegamenti musicali
Handel riutilizzò l'aria "Un sospiretto" due volte, quello stesso anno in Rodrigo, e nel 1732 nella versione allargata italiano-inglese di Aci e Galatea. "Come la rondinella" fu anche inclusa nella revisione di Aci e Galatea.
La musica di "Amo Tirsi" fu usata due volte, anche se con testi differenti. Fu adattata prima come "Se vuoi pace" in Agrippina (1709), ed ancora come "As when the dove" nella versione, tutta inglese di Acis and Galatea (1718).
L'ouverture, in una riduzione per clavicembalo, divenne il movimento iniziale della suite in sol minore nel primo volume di suite per clavicembalo di Handel, pubblicato nel 1720. E nel 1734 fu ascoltato ancora per orchestra completa, unito all'opera pastiche Oreste.